# بارگنی
بارگنی (به لاتین: Bargny) یک منطقهٔ مسکونی در سنگال است که در Rufisque Department واقع شده‌است. بارگنی ۲ کیلومتر مربع مساحت و ۵۱٬۱۸۸ نفر جمعیت دارد و ۱ متر بالاتر از سطح دریا واقع شده‌است.